# Докучаево (Северо-Казахстанская область)
Докучаево (каз. Докучаево) — село в Тимирязевском районе Северо-Казахстанской области Казахстана. Административный центр Докучаевского сельского округа. Код КАТО — 596239100.

## История
Указом ПВС Казахской ССР от 16.08.1971 года посёлку центральной усадьбы совхоза «Докучаевский» присвоено наименование село Докучаево.

## Население
В 1999 году население села составляло 928 человек (471 мужчина и 457 женщин). По данным переписи 2009 года, в селе проживало 769 человек (380 мужчин и 389 женщин).